# لويس باردو سيسبيدز
لويس باردو سيسبيدز (بالإسبانية: Luis Pardo Céspedes)‏ هو شخصية أعمال وكاتب وكبير الإداريين التنفيذيين إسباني، ولد في 1968 في برشلونة في إسبانيا.